# 에어 인디아 855편 추락 사고
에어인디아 855편 추락 사고(영어: Air India Flight 855)는 1978년 1월 1일, 차트라파티 시바지 국제공항에서 이륙한 에어 인디아 855편이 뭄바이 반드라 해안에서 약 3km 떨어진 아라비아해 연안에 추락하여 탑승객과 승무원 전원 213명이 사망한 비극적인 추락 사고이다. 이는 1985년 에어 인디아 182편의 피격 사고 전까지 에어 인디아에서 가장 치명적인 항공기 추락사고였다. 이 사고는 1996년 발생한 차르키다드리 상공 공중 충돌에 비교되며 인도에서 일어난 치명적인 항공기 추락사고 중 하나로서 지금도 다시금 언급되기도 한다.

## 사건 개요
에어 인디아 855편은 당시 에어 인디아가 수령한 기록적인 대형 항공기 보잉 747-237B기 (항공기 등록기호 VT-EBD, 1971년 제조) 중 하나로서, "엠페러 아소카(Emperor Ashoka)"라는 별칭을 지니기도 하였다.
1978년 1월 1일, 인도 뭄바이에서 아랍에미리트 두바이로 출발한 에어 인디아 855편은 차트라파티 시바지 국제공항에서 이륙 후 사람이 거주하는 연안에서 불과 3킬로미터 인근의 아라비아해에 기수를 돌리며 추락해 폭발하였다. 이 사고로 승무원 23명과 승객 190명, 전원 213명의 목숨이 희생되었다. 추락 지점의 수심은 10미터도 채 되지 않았기 때문에 파편이 수중에 마치 묘비처럼 박혀 있어서 안타까움을 더했다고 한다.

## 사고 원인
인도의 사고 조사위원회는 여객기가 왼쪽 방향으로 선회한 후 수평 비행으로 돌아가는 과정 도중, 자세 지시기가 고장으로 수평 상태임에도 불구하고 오른쪽을 가리키면서 그것을 보고 오판한 기장이 더 이상 수평 상태로 복구가 불가능 할 때까지 무리하게 왼쪽으로 기수를 틀어버린 것이 원인이라고 밝혔다. 기장은 이런 상황에 대비한 여분의 자세 제어 장치를 확인조차 하지 못했고, 부조종사와 항공 기관사도 기장에게 적절한 조언을 주지 못했던 것으로 드러났다.
이 사고의 재판에서, 자세 제어 장치의 생산 업체로서 사고의 책임을 추궁받게 된 보잉사는 사고기의 기장이 당뇨병 관련 약물의 복약과 음주의 영향으로 인해 방향감각을 잃은 것이 사고의 원인이라며 반박했다. 1985년, 미국 연방 법원은 보잉사에 대해 과실이 인정되지 않는 무죄를 선고했다.

## 같이 보기
- 대한항공 8509편 추락 사고